# Sinagoga di Tallinn
La sinagoga di Tallinn (in estone: Tallinna sünagoog), anche conosciuta come sinagoga Beit Bella, sorge a Tallinn.

## Storia e descrizione
La sinagoga di Tallinn è stata inaugurata il 16 maggio 2007 ed è stata costruita con finanziamenti di privati. La struttura è modernissima, ariosa e luminosa. Può contenere fino a 180 persone sedute, con l'eventuale aggiunta di posti addizionali raggiunge fino ad un massimo di 230 persone per svolgimenti di concerti o altri eventi pubblici. L'inaugurazione ricevette molta attenzione in quanto fu la prima sinagoga riaperta in Estonia dopo la fine della Seconda guerra mondiale.
L'antica sinagoga in origine fu costruita nel 1883 e non venne più ricostruita dopo essere stata distrutta dai sovietici durante il bombardamento del 1944 di Tallinn, che a quel tempo era occupata dai Nazisti.
La città estone divenne l'unica capitale europea a non avere una sinagoga nel dopoguerra. Anche Tartu, la seconda città estone e città universitaria nel sud-est dell'Estonia, aveva anch'essa una sinagoga ugualmente distrutta durante la seconda guerra mondiale.